# Filippo Inzaghi
Filippo Inzaghi (Piacenza, 9 augustus 1973) is een Italiaans voetbaltrainer en voormalig profvoetballer. Hij was van 1991 tot en met 2012 actief voor Piacenza, AlbinoLeffe, Hellas Verona, Piacenza, Parma, Atalanta Bergamo, Juventus en AC Milan. Inzaghi was op het EK 2000, het WK 1998, het WK 2002 en het WK 2006 actief voor het Italiaans voetbalelftal. Zijn bijnaam luidt (Super) Pippo. Hij is de oudere broer van voormalig profvoetballer Simone Inzaghi.

## Clubcarrière
Inzaghi debuteerde in het seizoen 1991/92 voor de plaatselijke voetbalclub, Piacenza. Na twee seizoenen, waarin de aanvaller voor AlbinoLeffe en Hellas Verona uitkwam, keerde hij terug bij Piacenza. In het seizoen 1994/95 maakte Inzaghi een transfer naar AC Parma, waar hij echter minder aan spelen toe kwam. Het volgende seizoen kwam hij uit voor Atalanta Bergamo en volgde zijn definitieve doorbraak. Filippo Inzaghi scoorde vierentwintig maal in de Serie A, waarmee hij topscorer van de Serie A werd en vertrok in 1998 naar Juventus.
Na vier seizoenen Juventus vertrok hij in de zomer van 2001 naar aartsrivaal AC Milan. Daarmee won Filippo Inzaghi in het seizoen 2002/03 de UEFA Champions League. In de finale werd na strafschoppen gewonnen van zijn oude club Juventus. In 2007 was hij zelf de held in de UEFA Champions League-finale, waarin hij in Athene beide doelpunten tegen Liverpool scoorde. AC Milan won de finale met 2–1 en won zo voor de zevende keer het belangrijkste Europese clubtoernooi.
Hij maakte tweeënveertig doelpunten in de UEFA Champions League en was daarmee samen met Alessandro Del Piero de meest trefzekere Italiaan in het toernooi.
Bondscoach Marcello Lippi riep Inzaghi in 2006 op voor de nationale selectie van Italië voor het WK in Duitsland. Zijn optreden beperkte zich tot een invalbeurt tegen Tsjechië waarin hij nog wel een goal maakte. Mede door blessures is hij nog weinig van waarde geweest op eindtoernooien met de Squadra Azzurra. Tot en met het WK wist hij in vijftig interlands tweeëntwintig doelpunten te maken. Hij maakte in zijn hele loopbaan al meer dan tweehonderdvijftig officiële doelpunten. Na tweehonderdzeventien wedstrijden te hebben gespeeld voor AC Milan kwam Filippo Inzaghi op precies honderd doelpunten te staan voor zijn club AC Milan.
Eind seizoen 2011/12 kondigde Inzaghi het einde van zijn voetballoopbaan aan. Hij sloot zijn loopbaan in stijl af door het winnende doelpunt te scoren tegen Novara (2–1).

## Trainerscarrière
Inzaghi volgde in 2014 Clarence Seedorf op als hoofdtrainer van AC Milan, waar hij in juni 2015 werd ontslagen. Hij werd in juni 2016 aangesteld bij het naar de Lega Pro Prima Divisione gepromoveerde Venezia. 
Op 13 juni 2018 maakte Bologna bekend dat Inzaghi was aangesteld als de nieuwe hoofdtrainer van de club. Hij tekende voor twee seizoenen, maar werd in januari 2019 ontslagen. 
In juni 2019 tekende Inzaghi een tweejarig contract als hoofdtrainer bij Benevento. Met deze club promoveerde hij naar de Serie A, maar het seizoen erop degradeerde Benevento direct weer. Hierdoor werd zijn contract niet verlengd. 
In juni 2021 tekende Inzaghi bij Brescia. In maart 2022 werd hij in eerste instantie ontslagen, maar hij keerde kort hierna terug omdat het volgens een clausule in zijn contract verboden was om hem te ontslaan indien Brescia in de top-8 stond.
In juli 2022 stapte Inzaghi over naar Reggina. Hier haalde hij de play-offs om promotie naar de Serie A, maar de club werd uitgesloten van verdere deelname aan de competitie vanwege financiële problemen.
Daarop vertrok Inzaghi in oktober 2023 naar Salernitana, waar hij in februari 2024 ontslagen werd. 
Anno 2024 is hij de hoofdtrainer van Pisa. Die club wist hij voor het eerst in 34 jaar terug te brengen naar het hoogste niveau. Inzaghi besloot echter over te stappen naar Palermo, waardoor hij in de Serie B actief zou blijven.

## Clubstatistieken
| Seizoen | Club             | Competitie | Duels | Goals |
| ------- | ---------------- | ---------- | ----- | ----- |
| 1991/92 | Piacenza         | Serie B    | 2     | 0     |
| 1992/93 | → AlbinoLeffe    | Serie C1   | 21    | 13    |
| 1993/94 | → Hellas Verona  | Serie B    | 36    | 13    |
| 1994/95 | Piacenza         | Serie B    | 37    | 15    |
| 1995/96 | Parma            | Serie A    | 15    | 2     |
| 1996/97 | Atalanta Bergamo | Serie A    | 33    | 24    |
| 1997/98 | Juventus         | Serie A    | 31    | 18    |
| 1998/99 | Juventus         | Serie A    | 28    | 13    |
| 1999/00 | Juventus         | Serie A    | 33    | 15    |
| 2000/01 | Juventus         | Serie A    | 28    | 11    |
| 2001/02 | AC Milan         | Serie A    | 20    | 10    |
| 2002/03 | AC Milan         | Serie A    | 30    | 17    |
| 2003/04 | AC Milan         | Serie A    | 14    | 3     |
| 2004/05 | AC Milan         | Serie A    | 11    | 0     |
| 2005/06 | AC Milan         | Serie A    | 23    | 12    |
| 2006/07 | AC Milan         | Serie A    | 20    | 2     |
| 2007/08 | AC Milan         | Serie A    | 21    | 11    |
| 2008/09 | AC Milan         | Serie A    | 26    | 13    |
| 2009/10 | AC Milan         | Serie A    | 24    | 2     |
| 2010/11 | AC Milan         | Serie A    | 6     | 2     |
| 2011/12 | AC Milan         | Serie A    | 7     | 1     |
| Totaal  | Totaal           | Totaal     | 466   | 197   |

| Verband               | Wedstrijden | Doelpunten |
| --------------------- | ----------- | ---------- |
| Interlands            | 57          | 25         |
| UEFA Champions League | 80          | 50         |
| Europees              | 110         | 70         |

## Erelijst
| Competitie            |          |            |          |          |
| Competitie            | Aantal   | Jaren      |          |          |
| Piacenza              | Piacenza | Piacenza   | Piacenza | Piacenza |
| --------------------- | -------- | ---------- | -------- | -------- |
| Serie B               | 1x       | 1995       |          |          |
| Juventus              |          |            |          |          |
| Serie A               | 1x       | 1998       |          |          |
| Supercoppa Italiana   | 1x       | 1997       |          |          |
| UEFA Intertoto Cup    | 1x       | 1999       |          |          |
| AC Milan              |          |            |          |          |
| Serie A               | 2x       | 2004, 2011 |          |          |
| Coppa Italia          | 1x       | 2003       |          |          |
| Supercoppa Italiana   | 2x       | 2004, 2011 |          |          |
| UEFA Champions League | 2x       | 2003, 2007 |          |          |
| UEFA Super Cup        | 2x       | 2003, 2007 |          |          |
| FIFA Club World Cup   | 1x       | 2007       |          |          |

| Competitie                  | Winnaar | Winnaar | Runner-up | Runner-up | Derde  | Derde  |
| Competitie                  | Aantal  | Jaren   | Aantal    | Jaren     | Aantal | Jaren  |
| Italië                      | Italië  | Italië  | Italië    | Italië    | Italië | Italië |
| --------------------------- | ------- | ------- | --------- | --------- | ------ | ------ |
| Wereldkampioenschap voetbal | 1x      | 2006    |           |           |        |        |

## Trivia
Inzaghi staat er bekend om dat hij bij zijn doelpunten bijna altijd op het goede moment op de goede plaats staat. Een voorbeeld hiervan is in de UEFA Champions League-finale van 2007, waarbij hij met een vrije trap van Andrea Pirlo de bal precies op het goede moment nog een tik met zijn schouder gaf, waardoor de bal het doel invloog.